# Номография
Номография (от др.-греч. νόμος — закон и γράφω — пишу) — область математики, охватывающая теорию и практику применения в вычислительной работе графического представления функциональных зависимостей — номограмм. Отмечается, что при переходе к номографическим методам большие объёмы сложных вычислительных действий могут быть часто заменены ограниченным числом элементарных геометрических операций на номограмме.
Круг задач современной теоретической номографии складывается из проблем представимости и единственности. Проблема представимости заключается в исследовании того, можно ли некоторое известное уравнение или систему уравнений привести к какой-либо из его канонических форм и по возможности предоставить алгоритм такого приведения. Для некоторых канонических форм получен ряд решений, однако они, как правило, очень громоздки и на практике не применяются. Проблема единственности заключается в выяснении, является ли данный способ приведения функциональной зависимости к каноническому виду единственным. Если же он не единственный, то требуется указать все возможные способы приведения и установить возможности преобразования номограмм в каждом из них.
Со второй половины 1960-х годов получила некоторое распространение машинная номография, занимавшаяся созданием процедур, алгоритмов и программного обеспечения для автоматизированного построения номограмм различных видов при помощи компьютера и графопостроителя. Однако с середины 1970-х годов бурное развитие вычислительной техники привело к тому, что номограммные техники утратили прикладное значение.